# The Dresden Files
The Dresden Files é uma série de televisão canadense/americana baseada na série de livros de fantasia de mesmo nome, de Jim Butcher, produzida por Nicolas Cage. Estreou em 21 de janeiro de 2007 no Sci-Fi Channel nos Estados Unidos,também no Brasil, e no Space no Canadá. Foi escolhida pela Sky One no Reino Unido e começou a ser exibida em 14 de fevereiro de 2007.
Em Portugal a série, conhecida como "Os Ficheiros de Dresden", estreou no canal FOX em Maio de 2008.
A série teve uma temporada única de doze episódios e desde então foi lançada em DVD. O Sci Fi Channel anunciou em 3 de agosto de 2007 que The Dresden Files não seria renovado para uma segunda temporada.

## Elenco e personagens
O Elenco  foi confirmado em 29 de novembro de 2005 por Robert Hewitt Wolfe:

### Elenco principal
- Paul Blackthorne como Harry Dresden
- Valerie Cruz como Lt. Connie Murphy
- Terrence Mann como Bob
- Conrad Coates como Warden Donald Morgan
- Raoul Bhaneja como Det. Sid Kirmani

### Recorrentes
- Matt Gordon como M.E. Waldo Butters
- Daniel Kash como Justin Morningway
- Joanne Kelly como Bianca
- Jane McLean e Elizabeth Thai como Ancient Mai
- Natalie Lisinska como Laura Ellis

### Personagens mágicos menores
- Dylan Everett como Scott Sharp
- Kathleen Munroe como Heather Bram
- Kim Coates como Sirota
- Kerry LaiFatt como Sharon Mirell
- Nathan Stephenson como Dante Arrias
- Christine Horne como Amber
- Yannick Bisson como sargento. Darren Munzer

## Episódios
| N.º | Título                | Dirigido por     | Escrito por                        | Lançamento              |
| --- | --------------------- | ---------------- | ---------------------------------- | ----------------------- |
| 1   | "Birds of a Feather"  | Michael Robison  | Peter Egan                         | 21 de janeiro de 2007   |
| 2   | "The Boone Identity"  | James A. Contner | George Mastras                     | 28 de janeiro de 2007   |
| 3   | "Hair of the Dog"     | Michael Nankin   | Laurence Walsh                     | 11 de fevereiro de 2007 |
| 4   | "Rules of Engagement" | Michael Grossman | Curtis Kheel                       | 18 de fevereiro de 2007 |
| 5   | "Bad Blood"           | Rick Rosenthal   | Jack Bernstein                     | 25 de fevereiro de 2007 |
| 6   | "Soul Beneficiary"    | Ken Girotti      | Peter Egan                         | 4 de março de 2007      |
| 7   | "Walls"               | John Fawcett     | Hans Beimler & Robert Hewitt Wolfe | 11 de março de 2007     |
| 8   | "Storm Front"         | David Straiton   | Hans Beimler & Robert Hewitt Wolfe | 18 de março de 2007     |
| 9   | "The Other Dick"      | James Head       | George Mastras                     | 25 de março de 2007     |
| 10  | ""What About Bob?"    | David Straiton   | David Simkins                      | 1 de abril de 2007      |
| 11  | "Things That Go Bump" | Michael Grossman | Robert Hewitt Wolfe                | 8 de abril de 2007      |
| 12  | "Second City"         | Nick Copus       | Barry M. Schkolnick                | 15 de abril de 2007     |

## Adaptação
Em um post no fórum, Jim Butcher declarou: "O programa não é os livros. Ele não pretende seguir a mesma história. Ele é um mundo alternativo, onde o cenário geral e o mundo da história são semelhantes, mas não todos iguais". as coisas acontecem. O show não está tentando recriar os livros numa base de capítulo a capítulo ou mesmo história por história ". Ele continuou dizendo que os telespectadores não deveriam esperar uma cópia dos livros, e os que esperavam isso ficariam desapontados.

## Lançamento em Home Video
Em agosto de 2007, The Dresden Files foi lançado pela Lions Gate Entertainment em DVD na Região 1.

## Em outras mídias
No filme de 2008  O Olho do Mal , a personagem de Jessica Alba está assistindo televisão depois que sua visão é restaurada. Um episódio de "The Dresden Files" aparece brevemente na televisão
1. ↑  Wolfe, Robert (29 de Novembro de 2005). «DF: Our Actual Cast!, Yes, real names and stuff! Plus trivia!». Ex Isle Forums. Consultado em 29 de Novembro de 2005
2. ↑  Butcher, Jim (12 de Fevereiro de 2007). «Ah HELL NO». jimbutcheronline.com. Consultado em 23 de Fevereiro de 2010
3. ↑  «The Dresden Files - The Complete First Season». Amazon.com. Consultado em 21 de Maio de 2014